# HMS Revenge (06)
El  HMS Revenge (06)  fue un acorazado botado por Reino Unido durante la Primera Guerra Mundial para la Royal Navy, y que sirvió hasta 1947. Pertenecía a la Clase Revenge, a la cual daba nombre, por ser el cabeza de la serie, también conocida como clase R o clase Royal Sovereign.

## Historial

### Primera Guerra Mundial
Fue el primer acorazado de la clase R en entrar en servicio. Integrante del 1º escuadrón de batalla de la 6ª División de Acorazados, de la Grand Fleet. Se destacó en la Batalla de Jutlandia, donde combatió al SMS König, evitando a duras penas cuatro torpedos separados, lanzados por los destructores alemanes que lo protegían, y perdió una oportunidad de oro de acabar con el SMS Seydlitz, gravemente averiado. 

### Segunda Guerra Mundial

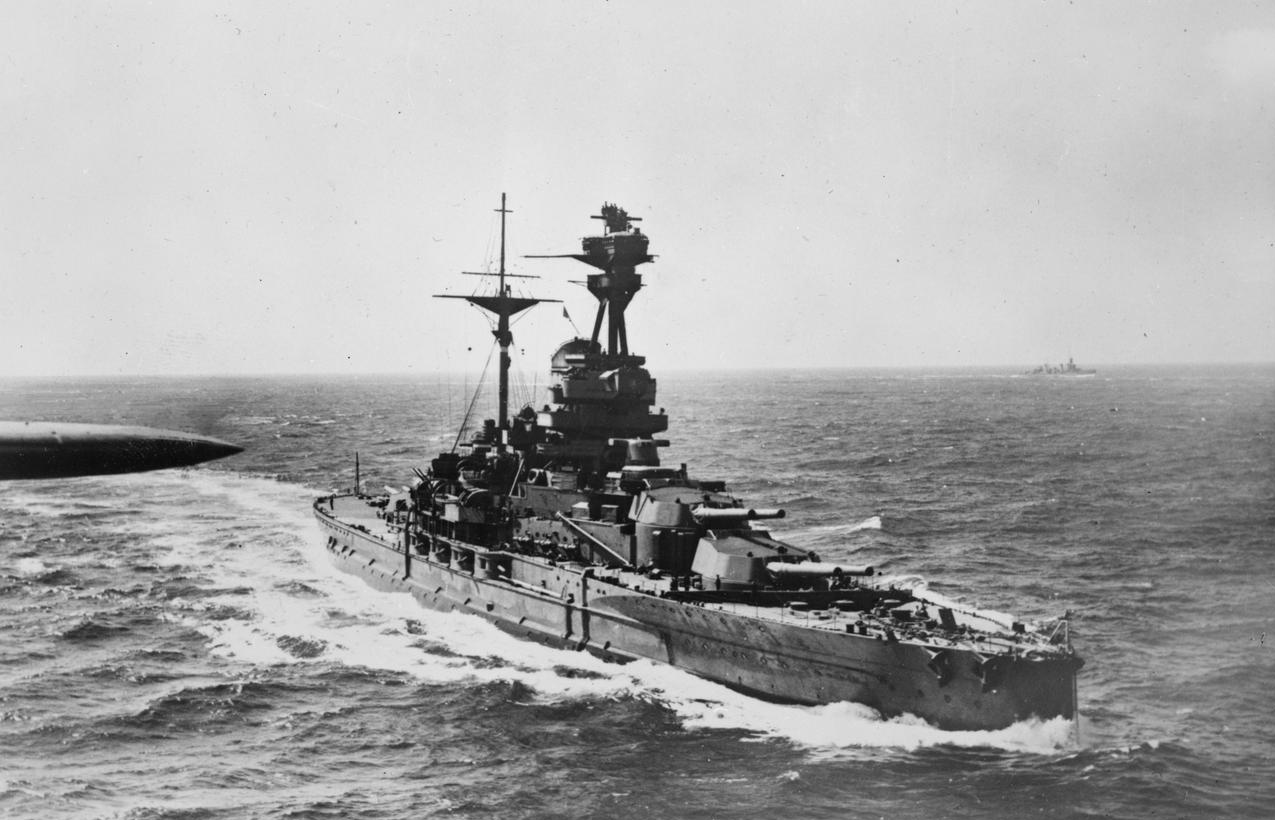
El Revenge durante la Segunda Guerra Mundial.

Destinado desde el comienzo de la guerra a la ingrata y tediosa, pero vital y decisiva, escolta de convoyes en el Atlántico Norte o en el Índico, pasó un conflicto relativamente tranquilo. Participó en el bombardeo de Cherburgo el 11 de octubre de 1940 cuando lanzó 120 proyectiles de 381 mm desde una distancia de 16.000 metros, en la caza del Bismarck en mayo de 1941 y en la escolta de convoyes, tanto en el Atlántico Norte o en el Índico. 
Regresó a Inglaterra en septiembre de 1943 tras pasar 25 meses en el Océano Índico como escolta de convoyes y pasó a la reserva. En noviembre llevó a Winston Churchill a Malta, primera etapa del viaje del primer ministro británico a Teherán. De vuelta en Portsmouth, en enero de 1944, el acorazado ya no volvió a navegar. En mayo de 1944 fue desarmado, sus piezas de 381 mm fueron retiradas y convertidas en baterías costeras para intervenir con su fuego sobre la costa francesa durante el desembarco de Normandía. El 17 de diciembre de 1944 fue convertido en buque entrenamiento portuario. Finalmente, el HMS Revenge fue dado de baja de la lista de buques de la Royal Navy el 8 de marzo de 1948. En septiembre del mismo año sería entregado al desguace